# Cabildo Insular
Die Cabildos Insulares (Singular: Cabildo Insular) der Kanarischen Inseln sind gleichzeitig Regierungs-, Verwaltungs- und Repräsentationsorgan der jeweiligen Insel. Sie sind Institutionen der Comunidad Autónoma de Canarias.

## Aufgaben
Grundsätzlich sind die Cabildos Insulares zuständig für alle Probleme, die auf Ebene der Gemeindeverwaltungen (Ayuntamientos) nicht gelöst werden können, weil sie eine ganze Insel betreffen, aber auf jeder Insel eine individuelle Lösung verlangen und somit nicht generell durch das Gobierno de Canarias (die Verwaltung der Autonomen Gemeinschaft) entschieden werden können. Das betrifft einen großen Teil der Themen Wirtschaft, Wirtschaftsentwicklung, Verkehr, Tourismus, Landwirtschaft, Fischfang, Beschäftigung, Gesundheitswesen, Wohnungswesen, Straßenbau, Umweltschutz, Raumplanung, Trinkwasserversorgung, Soziales, Unterricht, Jugend, Kultur, Sport usw.
Einige Cabildos besitzen Betriebe oder sind an Unternehmen beteiligt, die die Ziele ihrer Politik fördern, z. B. Verkehrsbetriebe, Kultureinrichtungen, Tourismuseinrichtungen Jeder einzelne Cabildo hat das Recht, Gesetzentwürfe im Parlament der Kanarischen Inseln einzubringen.

## Organe
Die Cabildos werden direkt von der Bevölkerung in einer Listenwahl gewählt.
- El Presidente / La Presidenta del Cabildo: der / die Vorsitzende repräsentiert das Cabildo in der Öffentlichkeit. Der / die Vorsitzende des Cabildos bestimmt die Richtlinien der Politik des Inselrates und ist Vorsitzender / Vorsitzende der Versammlung. Er / Sie ist Leiter / Leiterin der Verwaltung des Cabildos.
- El Pleno: die Versammlung besteht aus allen gewählten Abgeordneten. Die Zahl der Abgeordneten richten sich nach der Anzahl der Wahlberechtigten Bewohner der Insel. Sie ist die gesetzgebende Versammlung der jeweiligen Insel.
- Las Comisiones del Pleno: die Ausschüsse bestehen aus Vertretern der verschiedenen im Plenum vertretenen Parteien. In den Ausschüssen werden Beschlüsse des Cabildos vorbereitet.
- El Consejo del Gobierno: der Inselrat ist das Exekutivorgan des Cabildos. Er besteht aus Mitgliedern der Mehrheitspartei bzw. der Koalitionsparteien. Die einzelnen Mitglieder sind verantwortlich für einen bestimmten Aufgabenbereich. Vorsitzender des Inselrates ist der Präsident / die Präsidentin des Cabildos.

## Geschichte der Cabildos Insulares
Der Name Cabildo geht zurück auf die Bezeichnung der Regierungen und Verwaltungen der Städte im Königreich Kastilien.
Durch ein Gesetz vom 11. Juli 1912 wurde auf den Kanarischen Inseln eine neue Verwaltungsebene eingeführt. Auf jeder der Inseln, die damals noch alle zusammen eine Provinz, die damalige Provinz Santa Cruz de Tenerife, bildeten, wurde ein Cabildo eingerichtet. Als im Jahr 1927 die Kanarischen Inseln in zwei Provinzen geteilt wurden, blieben die Cabildos mit ihren Aufgabenstellungen und Rechten erhalten. Die politischen und administrativen Veränderungen Spaniens in der Zeit nach 1975 führten dazu, dass an die Stelle der zwei Provinzverwaltungen die Comunidad Autónoma de Canarias, wenn auch mit einer völlig anderen Struktur und Zielrichtung, trat. Die Aufgabenstellungen der Cabildos Insulares wurden in entsprechenden Gesetzen neu festgelegt, blieben aber in ihrer Zielrichtung gleich: für jede Insel sozial und wirtschaftlich angemessene Lösungen zu finden und durchzusetzen.